# Panthalassa

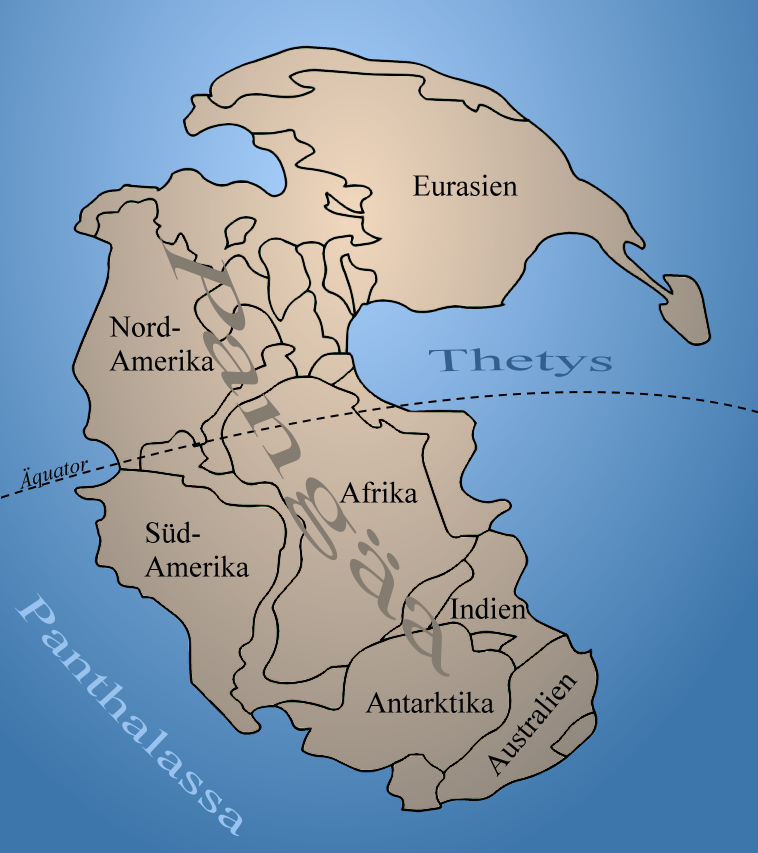
Lage der Ozeane und Landmassen im Unterperm

Panthalassa (aus altgriechisch πᾶν pān, alles und θάλασσα thálassa, Meer) ist der Name eines weltumspannenden Ozeans, der nach der Theorie der Plattentektonik den globalen Superkontinent Pangaea im Erdzeitalter des späten Paläozoikums und des frühen Mesozoikums – 300 bis 150 mya – umgab. Die Panthalassa gilt auch als Urpazifik, bzw. es kann das heutige Pazifikbecken als Rest der Panthalassa verstanden werden.
Der frühere Superkontinent Rodinia – 1100 bis 800 mya – war von Mirovia, dem Vorläufer der Panthalassa, umgeben.
Der Pazifische Ozean bedeckt heute mit 181 Mio. km² rund 35 % der Erdoberfläche, der Atlantische Ozean mit 90 Mio. km² über 17 % und der Indische Ozean mit 76 Mio. km² knapp unter 15 %. Geht man davon aus, dass die Größe des Indischen Ozeans in etwa der der Tethys entspricht und das Verhältnis von Land zu Wasser im Paläozoikum das gleiche wie heute war, so dürfte Panthalassa über 50 % der Erdoberfläche eingenommen haben.
Gleich große Spreizungsraten in Atlantik und Panthalassa/Pazifik vorausgesetzt, wäre seit dem Beginn der Atlantiköffnung vor rund 200 Mio. Jahren ozeanische Kruste des alten Panthalassa-Beckens in der Größenordnung des Doppelten der Fläche des Atlantikbeckens (knapp 35 % der Erdoberfläche) subduziert worden. Da die Spreizungsraten am Ostpazifischen Rücken jedoch deutlich höher waren als am Mittelatlantischen Rücken und es noch heute sind, wurde tatsächlich weitaus mehr Lithosphäre subduziert. Allein für Nordamerika wird für die letzten 200 Mio. Jahre Subduktion von Lithosphäre mit einer Fläche, die der des gesamten heutigen Pazifikbeckens entspricht, angenommen.

## Entwicklung
Da sich im Lauf der Erdgeschichte die plattentektonische Verteilung von Land- und Wassermassen durch die ständige
- Riftzonenbildung und Hot-Spot-Vulkanismus der Lithosphäre
- Ozeanbodenspreizung
- Subduktion der ozeanischen Platten und die allgemeine
- Kontinentaldrift der Kontinentalplatten bzw. Kratone

verändert, können mehrere urgeschichtliche Ozeane unterschieden werden. Es existierten neben bzw. im weltumspannenden Ozean Panthalassa ab etwa:
- Trias – 240 mya – die Tethys bildet eine östliche Bucht Pangaeas.
- Ediacarium bis ins Paläozoikum – 600 bis 300 mya – die Proto-Tethys und die Palaeotethys, der Iapetus-Ozean, der Khanty-Mansi-Ozean und der Rheische Ozean bilden sich als Teilozeane in der globalen Panthalassa.
- Cryogenium – 750 mya – Mirovia friert bis zu zwei Kilometer tief rund um den Südpol. Der Panafrikanische Ozean bildet eine Bucht der nunmehrigen Panthalassa und umgibt Gondwana, den damals äquatornäher liegenden Teil Rodinias.
- Stenium – 1100 mya – Mirovia umgibt als Vorläufer Panthalassas das entstehende Rodinia.